# 厚身長頜魚
厚身長頜魚（学名：Mormyrus tapirus），為輻鰭魚綱骨舌魚目象鼻魚科的其中一種，分布於非洲獅子山、幾內亞、奈及利亞、喀麥隆、賴比瑞亞的淡水流域，體長可達43公分。